# Campionati mondiali di pugilato dilettanti 2021
I campionati mondiali di pugilato dilettanti 2021 (ufficialmente in inglese 2021 AIBA World Boxing Championships) si sono svolti dal 25 ottobre al 6 novembre 2021 presso la Štark Arena di Belgrado in Serbia. Sono stati la 21ª edizione della competizione organizzata dalla Associazione Internazionale Boxe Amatori (AIBA).
Per la prima volta i medagliati sono stati insigniti di importanti premi economici dell'AIBA con un montepremi di 2,6 milioni di dollari statunitensi. Il primo premio è di 100 000 dollari, i medagliati d'argento hanno ricevuto 50 000 dollari e i due vincitori di medaglia di bronzo in ogni categoria di peso hanno ricevuto 25 000 dollari.
A causa dell'esclusione della Russia per doping di stato da parte della Corte Arbitrale dello Sport da tutte le competizioni internazionali fino al dicembre 2022, i pugili russi non possono rappresentare ufficialmente la Russia. Partecipano quindi in maniera “neutrale” alla competizione rappresentando la propria federazione sportiva, sotto la sigla RBF (Russian Boxing Federation). Lo stesso vale per la Thailandia, la cui agenzia antidoping è stata dichiarata non conforme dall'Agenzia mondiale antidoping nell'ottobre 2021.
Alla delegazione del Kosovo è stato negato l'ingresso nel territorio serbo dalle autorità locali, poiché la Serbia non ha riconosciuto l'indipendenza del Kosovo.
La competizione ha visto la comparsa della Squadra Fair-Chance sotto la bandiera AIBA, composta da pugili che non potevano partecipare alle competizioni con i loro colori nazionali per vari motivi (politici, umanitari).

## Calendario
| P | Preliminari | ¼ | Quarti di finale | ½ | Semifinali | F | Finali |

| Giorni→ Categoria ↓ | Lu 25 | Ma 26 | Me 27 | Gi 28 | Ve 29 | Sa 30 | Do 31 | Lu 01 | Ma 02 | Me 03 | Gi 04 | Ve 05 | Sa 06 |
| ------------------- | ----- | ----- | ----- | ----- | ----- | ----- | ----- | ----- | ----- | ----- | ----- | ----- | ----- |
| 48 kg               |       |       | P     |       |       | P     |       |       | ¼     |       | ½     | F     |       |
| 51 kg               |       | P     |       |       |       |       |       | P     | ¼     |       | ½     |       | F     |
| 54 kg               |       |       |       |       | P     |       | P     | P     | ¼     |       | ½     | F     |       |
| 57 kg               | P     |       |       | P     |       |       |       | P     | ¼     |       | ½     |       | F     |
| 60 kg               |       |       | P     |       | P     |       | P     |       | ¼     |       | ½     | F     |       |
| 63,5 kg             |       | P     |       |       |       | P     |       | P     | ¼     |       | ½     |       | F     |
| 67 kg               | P     |       |       | P     |       |       |       | P     | ¼     |       | ½     | F     |       |
| 71 kg               |       |       | P     |       | P     |       | P     |       | ¼     |       | ½     |       | F     |
| 75 kg               |       | P     |       |       |       | P     |       | P     | ¼     |       | ½     | F     |       |
| 80 kg               |       | P     |       |       |       | P     |       | P     | ¼     |       | ½     |       | F     |
| 86 kg               |       |       | P     |       |       |       | P     |       | ¼     |       | ½     | F     |       |
| 92 kg               |       | P     |       |       | P     |       | P     |       | ¼     |       | ½     |       | F     |
| +92 kg              |       | P     |       | P     |       |       | P     |       | ¼     |       | ½     | F     |       |

## Podi
| Categoria                     | Oro                                          | Argento                                                | Bronzo                                                                                            |
| Pesi mosca leggeri (48 kg)    | Temirtas Zhussupov Kazakistan                | Wuttichai Yurachai Federazione thailandese di pugilato | Yauhen Karmilchyk BielorussiaSajil Alajverdovi Georgia                                            |
| Pesi mosca (51 kg)            | Saken Bibosynov Kazakistan                   | Roscoe Hill Stati Uniti                                | Ajtem Zakirov Federazione russa di pugilatoThanarat Saengphet Federazione thailandese di pugilato |
| Pesi gallo (54 kg)            | Tomoya Tsuboi Giappone                       | Majmud Sabyrjan Kazakistan                             | Akash Kumar IndiaBillal Bennama Francia                                                           |
| Pesi piuma (57 kg)            | Jahmal Harvey Stati Uniti                    | Serik Temirzhanov Kazakistan                           | Samuel Kistohurry FranciaOsvel Caballero García Cuba                                              |
| Pesi leggeri (60 kg)          | Sofiane Oumiha Francia                       | Abdumalik Xalokov Uzbekistan                           | Danial Shahbajsh IranAlexy de la Cruz Báez Rep. Dominicana                                        |
| Pesi welter leggeri (63,5 kg) | Andy Cruz Gómez Cuba                         | Kerem Özmen Turchia                                    | Reese Lynch ScoziaHovhannes Bachkov Armenia                                                       |
| Pesi welter (67 kg)           | Sewonrets Okazawa Giappone                   | Omari Jones Stati Uniti                                | Ablaijan Zhusipov KazakistanLasha Guruli Georgia                                                  |
| Pesi medi leggeri (71 kg)     | Yuri Zajarieyev Ucraina                      | Vadim Musaev Federazione russa di pugilato             | Alban Beqiri AlbaniaSərxan Əliyev Azerbaigian                                                     |
| Pesi medi (75 kg)             | Yoenlis Hernández Martínez Cuba              | Dzhambulat Bizhamov Federazione russa di pugilato      | Salvatore Cavallaro ItaliaWeerapon Jongjoho Federazione thailandese di pugilato                   |
| Pesi mediomassimi (80 kg)     | Robby Gonzales Stati Uniti                   | Aliaxei Alfiorau Bielorussia                           | Saveli Sadoma Federazione russa di pugilatoVladimir Mironchikov Serbia                            |
| Pesi massimi leggeri (86 kg)  | Loren Alfonso Azerbaigian                    | Keno Machado Brasile                                   | Victor Schelstraete BelgioHerich Ruiz Córdoba Cuba                                                |
| Pesi massimi (92 kg)          | Julio César La Cruz Cuba                     | Aziz Abbes Mouhiidine Italia                           | Madiyar Saydraximov UzbekistanEnmanuel Reyes Pla Spagna                                           |
| Pesi supermassimi (+92 kg)    | Mark Petrovski Federazione russa di pugilato | Davit Chaloyan Armenia                                 | Məhəmməd Abdullayev AzerbaigianNigel Paul Trinidad e Tobago                                       |

## Medagliere
| Pos.   | Paese                               | Oro | Argento | Bronzo | Totale |
| ------ | ----------------------------------- | --- | ------- | ------ | ------ |
| 1      | Cuba                                | 3   | 0       | 2      | 5      |
| 2      | Kazakistan                          | 2   | 2       | 1      | 5      |
| 3      | Stati Uniti                         | 2   | 2       | 0      | 4      |
| 4      | Giappone                            | 2   | 0       | 0      | 2      |
| 5      | Federazione russa di pugilato       | 1   | 2       | 2      | 5      |
| 6      | Azerbaigian                         | 1   | 0       | 2      | 3      |
| 6      | Francia                             | 1   | 0       | 2      | 3      |
| 8      | Ucraina                             | 1   | 0       | 0      | 1      |
| 9      | Federazione thailandese di pugilato | 0   | 1       | 2      | 3      |
| 10     | Armenia                             | 0   | 1       | 1      | 2      |
| 10     | Bielorussia                         | 0   | 1       | 1      | 2      |
| 10     | Italia                              | 0   | 1       | 1      | 2      |
| 10     | Uzbekistan                          | 0   | 1       | 1      | 2      |
| 14     | Brasile                             | 0   | 1       | 0      | 1      |
| 14     | Turchia                             | 0   | 1       | 0      | 1      |
| 16     | Georgia                             | 0   | 0       | 2      | 2      |
| 17     | Albania                             | 0   | 0       | 1      | 1      |
| 17     | Belgio                              | 0   | 0       | 1      | 1      |
| 17     | Scozia                              | 0   | 0       | 1      | 1      |
| 17     | Spagna                              | 0   | 0       | 1      | 1      |
| 17     | India                               | 0   | 0       | 1      | 1      |
| 17     | Iran                                | 0   | 0       | 1      | 1      |
| 17     | Rep. Dominicana                     | 0   | 0       | 1      | 1      |
| 17     | Serbia                              | 0   | 0       | 1      | 1      |
| 17     | Trinidad e Tobago                   | 0   | 0       | 1      | 1      |
| Totale | Totale                              | 13  | 13      | 26     | 52     |